# Siegbert Hahn
Siegbert Hahn (* 22. Mai 1937 in Breslau; † 13. Oktober 2024) war ein deutscher Maler.

## Biographie
Nach dem Abitur arbeitete Hahn von 1957 bis 1960 als Assistent für Regie und Kamera bei der DEFA-Filmgesellschaft in Ost-Berlin. In dieser Zeit entstanden erste Ölbilder. 1960 flüchtete er nach West-Berlin. Ein Jahr später folgte die Übersiedlung nach Köln, wo er von 1962 bis 1966 Kunstgeschichte studierte und bis zu seinem Tod lebte. Seine erste Einzelausstellung hatte er 1963 in Paris. Schließlich gab Siegbert Hahn das Studium zugunsten der Malerei auf und wurde freischaffender Maler. 
Hahn starb im Alter von 87 Jahren und wurde am 7. November 2024 auf dem Kölner Melaten-Friedhof beigesetzt. Schon zu Lebzeiten hatte sich der Maler zusammen mit seinem Lebenspartner Peter Guckel (1929–2018) eine letzte Ruhestätte auf dem Friedhof ausgewählt. Der Grabstein („Der Vogel mit dem Stein“) aus Aachener Blaustein wurde mit Motiven aus seinem Werk gestaltet.

## Werk
Im Mittelpunkt seines künstlerischen Schaffens, das über 600 Werke umfasst, stand die Auseinandersetzung mit der Natur, mit ihrer Schönheit sowie Vielfalt im Werden und Vergehen, aber auch mit ihrer Bedrohung. Hahns gegenständliche Ölmalerei ist realistisch bis ins Detail. Die imaginären Bildinhalte von rätselhaften Fischen und Vögeln, wundersamen Bäumen sowie geheimnisvollen Landschaften stehen dazu in einem spannenden Kontrast. Seine Gemälde werden zu Sinnbildern für das Geheimnis des Lebens und der Natur, zu seiner – wie er es nannte – Natura mystica. Sein Œuvre lässt sich in die Kategorien „Wasser-Fisch-Baum-Vogel“, „Zeit-Raum-Anfang“, „Polarität-Überschreitungen“ und „Stilleben“ gruppieren.

## Ausstellungen (Auswahl)
- 2006: Parallelausstellung Kulturhistorisches Museum, Stralsund und Kirche St. Jürgen (Backsteingotik) Starkow/Velgast
- 2007: Ausstellungen im dbb-forum siebengebirge, Königswinter und im dbb-club berlin, Berlin

## Werke (Auswahl)
- Der Herbstvogel, 1970, 80 × 100 cm
- Stummer Schrei, 1978, 80 × 100 cm
- Der Grottenvogel, 1982, 60 × 60 cm
- Der Baumfisch, 1987, 80 × 100 cm
- Das rote Tor, 1994, 80 × 110 cm
- Verrinnende Zeit, 1995, 70 × 60 cm
- Die vielen Wirklichkeiten, 2000, 60 × 85 cm
- Unterm Herbstbaum, 2002, 100 × 130 cm

## Schriften (Auswahl)
- Peter Guckel, Unter dem Orion, Wege einer Freundschaft, Köln, edition alectri, 2000, ISBN 3-934233-00-7 [978-3-934233-00-3]
- Peter Guckel (Hrsg.), Natura mystica, Die Bildwelt von Siegbert Hahn - Siegbert Hahn’s World of Images (deutsch-englisch), Köln, edition alectri, 2001, ISBN 3-934233-02-3 [978-3-934233-02-7]
- Peter Guckel, Der Vogel mit dem Stein, Ein Grabmal auf dem Melatenfriedhof zu Köln, Köln, edition alectri, 2005, ISBN 3-934233-03-1